# Istvántelke
Istvántelke (1899-ig Stefanócz, szlovákul: Štefanovce) község Szlovákiában, az Eperjesi kerület Varannói járásában.

## Fekvése
Varannótól 10 km-re északkeletre fekszik.

## Története
1317-ben említik először.
A 18. század végén Vályi András így ír róla: „STEFANÓCZ. Tót falu Zemplén Várm. földes Ura Gróf Barkóczy Uraság, lakosai orosz vallásúak, fekszik Leszkóczhoz 1/4 óránnyira; határja 3 nyomásbéli, agyagos, hegyes, zabot, és krompélyt leginkább terem, bikkes erdeje bővelkedik fenyves madarakkal.”
Fényes Elek 1851-ben kiadott geográfiai szótárában így ír a faluról: „Stefanócz, orosz falu, Zemplén vgyében, Matyasócz fiókja, 19 r., 261 g. kath., 5 zsidó lak., görög anyatemplommal, 577 h. szántófölddel. F. u. gr. Barkóczy. Ut. p. N. Mihály.”
Borovszky Samu monográfiasorozatának Zemplén vármegyét tárgyaló része szerint: „Istvántelke, azelőtt Stefanócz. Tót kisközség 37 házzal és 191 gör. kath. vallású lakossal. Postája és távírója Tavarna, a vasúti állomása pedig Homonna. A homonnai uradalomhoz tartozott s a XVI. század végén Stephanócz-Wolia alakban is említve van. 1479-ben Istvánvágás néven is említik. 1747-ben Dravetzky Lászlót iktatják némely részeinek birtokába. Az újabb korban a gróf Szirmay, a gróf Barkóczy és a Fándly családoké volt és most a gróf Barkóczy János-féle hitbizományhoz tartozik. 1663-ban a pestis pusztította lakosait. Gör. kath. temploma 1783-ban épült.”
1920 előtt Zemplén vármegye Varannói járásához tartozott.

## Népessége
| Év:            | 1994. | 2004.   | 2014.   | 2024.    |
| -------------- | ----- | ------- | ------- | -------- |
| Emberek száma: | 109   | 110     | 113     | 86       |
| Eltérés:       |       | +0,91 % | +2,72 % | -23,89 % |

| Év:            | 2023. | 2024.   |
| -------------- | ----- | ------- |
| Emberek száma: | 94    | 86      |
| Eltérés:       |       | -8,51 % |

1910-ben 226, túlnyomórészt szlovák lakosa volt.
2001-ben 215 szlovák lakosa volt.
2011-ben 113 lakosából 109 szlovák.

## Nevezetességei
- Szűz Mária tiszteletére szentelt görögkatolikus temploma 1783-ban épült.